# 오지야 치지미

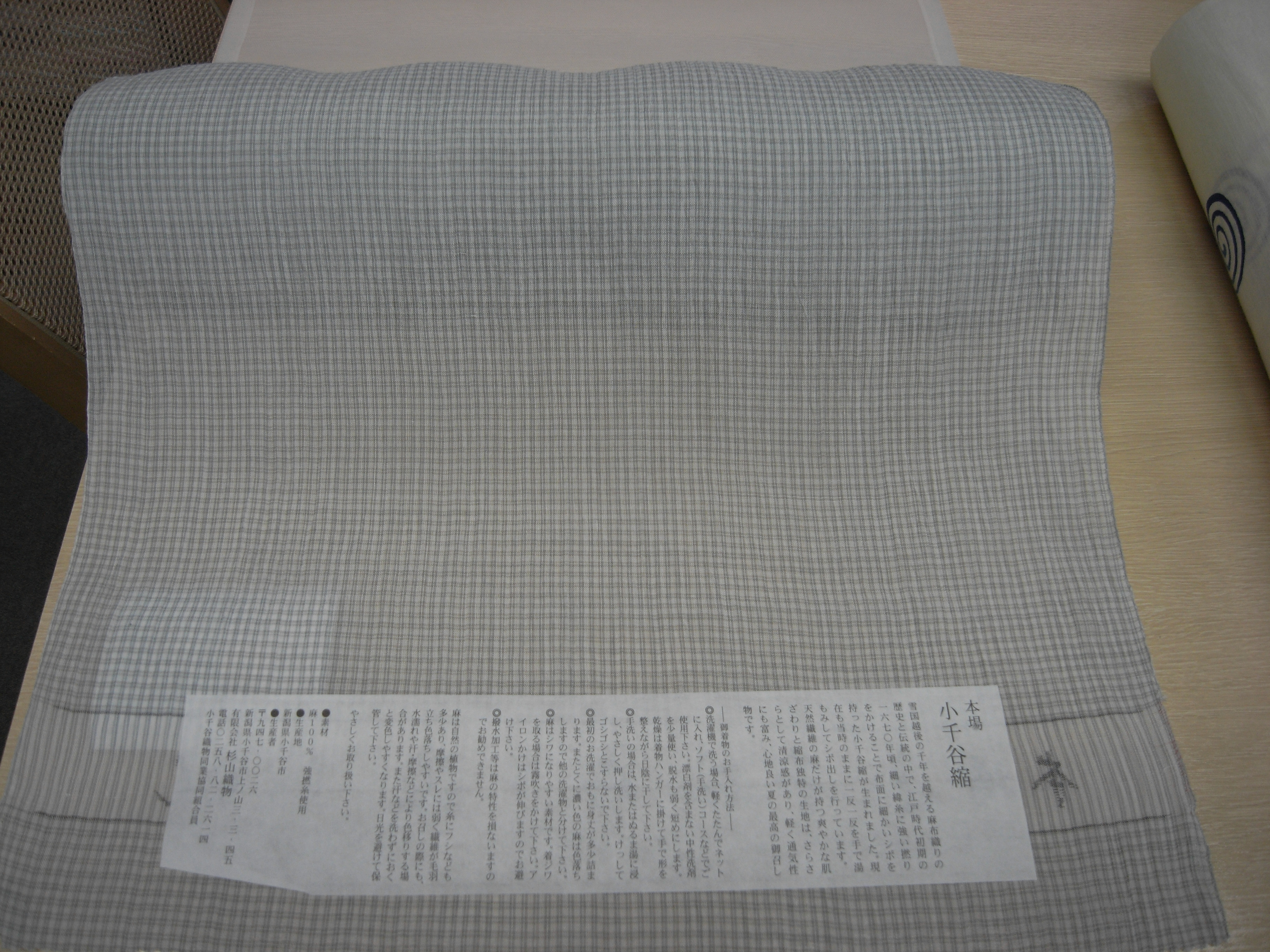

오지야 치지미(일본어: 小千谷縮)는 일본 니가타현 오지야시 주변에서 생산되는 모시풀로 만든 모시다. 에치고 조후와 함께 국가중요무형문화재, 유네스코 세계무형문화유산으로 등재되어 있다.